# Павел Луспекаев
Павел Борисович Луспекаев (на руски: Павел Борисович Луспекаев, 20 април 1927 – 17 април 1970) е съветски актьор, заслужил артист на РСФСР (1965). Известен е най-вече с участието си в класическия филм „Бялото слънце на пустинята“.

## Филмография (частична)
- 1961 – „Балтийско небе“ („Балтийское небо“) – Кузнецов
- 1966 – „Тримата шишковци“ („Три толстяка“) – генерал Караска
- 1969 – „Мъртви души“ („Мёртвые души“) – Ноздрьов
- 1969 – „Бялото слънце на пустинята“ („Белое солнце пустыни“) – Верешчагин